# Mius-Stellung

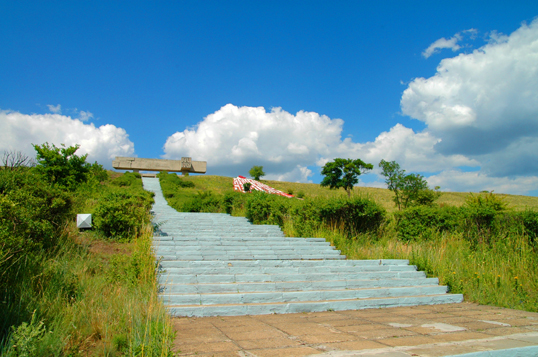
Sowjetische Gedenkstätte an der Mius-Stellung bei Krasnyj Lutsch (Aufnahme aus dem Jahr 2007)

Die Mius-Stellung war eine stark befestigte deutsche Verteidigungslinie des Zweiten Weltkrieges am Fluss Mius in der Sowjetunion. Sie wurde von der Deutschen Wehrmacht im Oktober 1941 unter der Leitung von General Ewald von Kleist errichtet.
Die sowjetischen Truppen versuchten zweimal, diese Stellung zu durchbrechen, zuerst von Dezember 1941 bis Juli 1942 und von Februar bis August 1943. Im Sommer 1943 bestand die Mius-Stellung aus drei unterschiedlich tief hintereinander gestaffelten Verteidigungslinien mit einer Gesamttiefe von 40 bis 50 Kilometern. Der Roten Armee gelang der Durchbruch im Rahmen der Donez-Mius-Offensive im August 1943 beim Dorf Kuibischewo (russisch Куйбишево).

## Verlauf und Struktur
Die Hauptstellung begann an der Küste des Asowschen Meeres östlich von der Stadt Taganrog und lief dann entlang des Flusses Mius, der der Stellung ihren Namen gab. Die Tiefe der Befestigungslinie erreichte bis zu elf Kilometer an einigen Orten.
Die gesamte Verteidigungszone umfasste etwa 800 Siedlungen. Zum Bau der Befestigungen wurden Schienen aus örtlichen Gruben und Holz aus Häusern und Gebäuden vor Ort verwendet. Die Wehrmacht und die Organisation Todt nutzten vielfach lokale Zwangsarbeiter, um die Verteidigungsanlagen zu bauen. Das Stellungssystem enthielt Unterstände und Bunker, Maschinengewehrnester und mobile Artilleriepositionen, des Weiteren auch Minenfelder, Schützengräben, Panzerhindernisse und Stacheldrahtverhaue. Die Minenfelder waren mindestens 200 Meter tief und von 20 bis 30 Unterständen und Bunkern pro Quadratkilometer gesichert.